# Болмен
Болмен (на шведски: Bolmen) е едно от 25-те големи езера в Швеция (ленове Крунубери, Халанд и Йоншьопинг). Площта му е 173,2 km², обемът – 1,07 km³, средната дълбочина – 5,4 m, максималната – 36 m.

## Географско характеристика
Езерото Болмен е разположено в Южна Швеция, на югозападното подножие на възвишението Смоланд. Заема тектонска падина, допълнително разширена и удълбана от плейстоценския ледник. Има ниски, полегати, на места заблатени и силно разчленени брегове с дължина 334 km, дължина от север на юг 32 km и максимална ширина от запад на изток 8 km. Чрез няколко протока се свързва със съседни по-малки езера (Унен, Куфнорд и др.). Има множество острови, като най-големите са Болмсьо (42 km²), Ройон и Тофтьо. В него се вливат няколко предимно малки реки: Стурон и Лилон (от север), Мурон (от югозапад). От южния му ъгъл изтича река Болмен, десен приток на Лаган, която се влива в протока Категат на Балтийско море.
Водосборният басейн на Болмен е с площ 1640 km². Разположено е на 142 m н.в., като колебанията на водното му ниво през годината са незначителни и плавни, с малко по-високо ниво през лятото. По този начин годишният му отток е почти постоянен и с малки отклонения. Замръзва през януари, а се размразява през март или април, но ледената покривка е тънка и непостоянна.

## Стопанско значение, селища
В езерото се извършва транспортно и туристическо корабоплаване. Обект е на воден туризъм. остров Болмсьо е място с историческо значение, използвано за организиране на обществени мероприятия. Водата му се характерира с добри питейни качества и снабдява голяма част от полуостров Сконе, посредством воден тунел (Bolmentunneln) с обща дължина от 82 km, строен през 70-те и 80-те години на XX век. Като водоизточник се използва и от околните общини. По силно разчленените му брегове са разположени множество предимно малки населени места, зони за отдих и воден туризъм.